# Бахишти Макбара

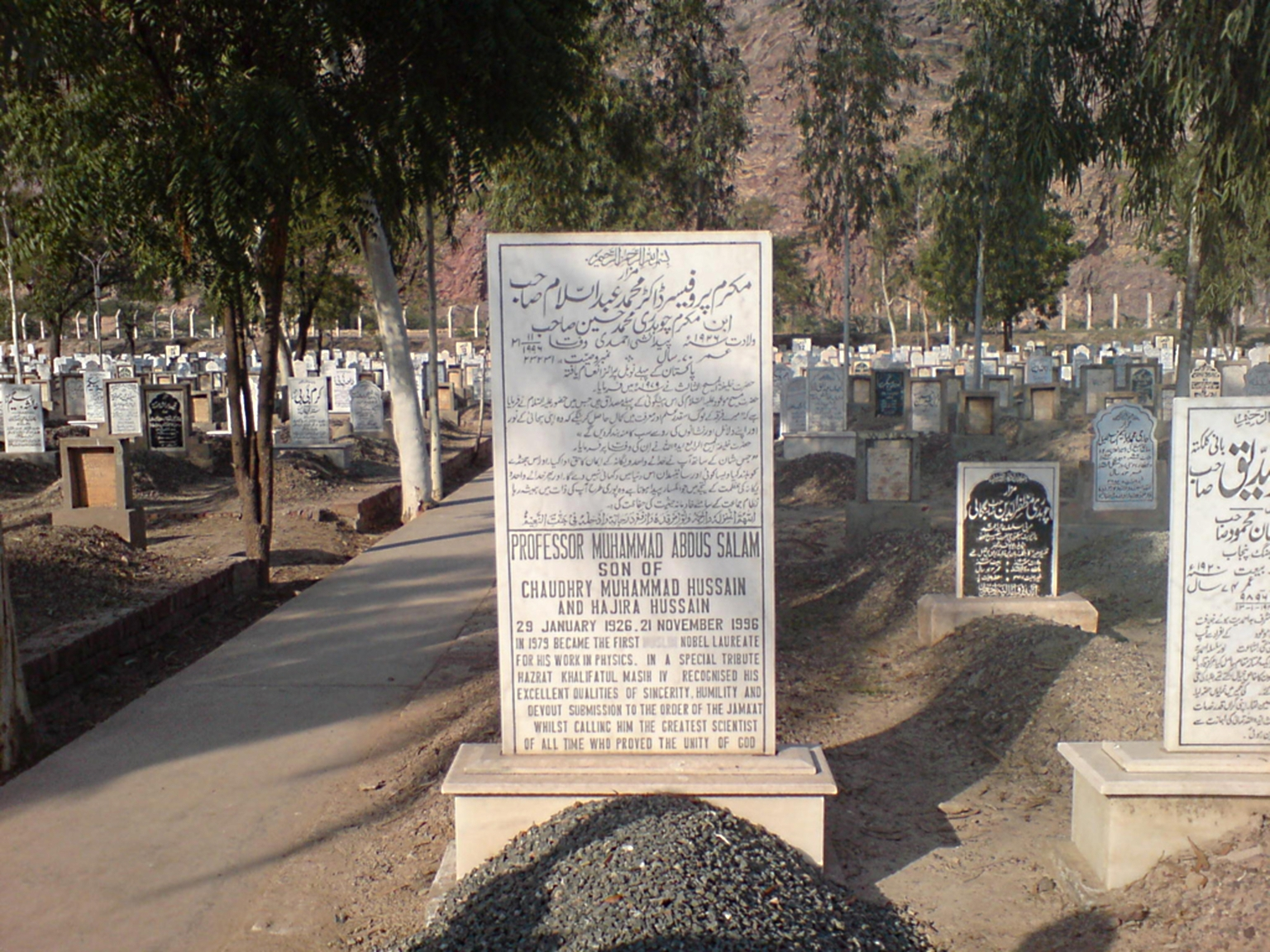
Повреждённая могила Абдус Салама, получившего нобелевскую премию по физике

Бахишти Макбара («Райское кладбище») — мусульманское кладбище, расположенное, первоначально в Кадиане (Индия), а затем и в Рабве (Пакистан). Оно было заложено Ахмадийской мусульманской общиной во исполнение завещания основателя общины Мирзы Гулама Ахмада, вошедшее в его книгу «Аль-Васийят». Мирза Гулам Ахмад составил это завещание, после того, как в одном из своих видений, ангел показал ему место его погребения.

### История
В 1905 году Мирза Гулам Ахмад — основатель Ахмадийской мусульманской общины — опубликовал книгу под названием «Аль-Васийят» (Завещание). В ней он описывает основание кладбища для членов общины, которые при жизни отдавали предпочтение духовным вещам, нежели материальным. В те времена, найти подходящий участок земли вокруг Кадиана было слишком дорого, поэтому Мирза Гулам Ахмад предложил участок земли из своего собственного имущества.
Он также поставил условия, для тех, кто будет похоронен на этом кладбище. Они должны были выполнить следующие три требования:

1. Каждый человек, желающий быть похороненным на этом кладбище, должен по мере своих возможностей делать взносы для покрытия предстоящих расходов.
2. На этом кладбище будет похоронен тот член Общины, который сделает завещание о том, что после его смерти десятая часть оставшегося после него имущества будет использована в соответствии с указанием Общины: на распространение ислама и проповедование повелений Священного Корана. Каждый правдивый и совершенный в своей вере человек будет иметь право в своём завещании выделить на это большую, но не меньшую часть из своих доходов.
3. Третье условие состоит в том, что человек, похороненный на этом кладбище, должен быть праведным и богобоязненным. Он должен сторониться всего запретного и не придавать Аллаху сотоварищей. Он должен быть правдивым и искренним мусульманином.
— Мирза Гулам Ахмад, «Аль-Васийат», стр. 23-25

### Местоположение
В настоящее время существуют два кладбища под названием «Бахишти Макбара». Одно из них расположено в Кадиане, Индия, а другое в Рабве, Пакистан.

### Кадиан
Мирза Гулам Ахмад умер 26 мая 1908 года в Лахоре. Его тело было перевезено поездом в Баталу. Оттуда тело отвезли в Кадиан, где оно было захоронено на кладбище «Бахишти Макбара». Тысячи членов общины прибыли в Кадиан, чтобы совершить заупокойную молитву. В то время все видные члены Ахмадийской мусульманской общины единодушно согласились с тем, что Хаким Маульви Нуруддин должен возглавить общину в качестве первого преемника Мирзы Гулама Ахмада. В тот же день Хаким Маульви Нуруддин, в качестве Халифа Обетованного Мессии, совершил заупокойную молитву по Мирзе Гуламу Ахмаду.

#### Известные погребения
- Мирза Башируддин Махмуд Ахмад(12 января 1889 — 7 ноября 1965) — II Халиф Обетованного Мессии и Имама Махди, Глава Ахмадийской мусульманской общины и старший сын Мирзы Гулама Ахмада и его второй жены, Нусрат Джахан Бегам. Он был избран в качестве второго преемника Мирза Гулама Ахмада 14 марта 1914 года, в возрасте 25 лет, на следующий день после смерти своего предшественника Хакима Нуруддина[5]. Создал организационную структуру Ахмадийского сообщества, улучшил его администрирование, составил 10 томов толкования Священного Корана и развил обширную миссионерскую деятельность за пределами субконтинента Индии (а затем и Пакистана). Был известным оратором и активным политическим деятелем, особенно до провозглашения независимости Индии. Мирза Башируддин Махмуд Ахмад рассматривается членами Ахмадийской мусульманской общины, как «Муслихи Maуд» («Обетованный Реформатор») или «Обетованный сын», согласно пророчеству Мирзы Гулама Ахмада о том, что Бог дарует ему сына[6].
- Хафиз Мирза Насир Ахмад(16 ноября 1909 — 9 июня 1982) III Халиф Обетованного Мессии и Имама Махди — Глава Ахмадийской мусульманской общины. Он был избран третьим преемником Мирзы Гулама Ахмада, 8 ноября 1965 года, сразу на следующий день после смерти своего предшественника и отца, Мирзы Башируддина Махмуда Ахмада. Мирзе Насиру Ахмаду продолжил активную миссионерскую деятельностью своего предшественника, II Халифа Обетованного Мессии. В июне 1982 года, в Исламабаде (Пакистан), Мирза Насир Ахмад перенес тяжелый сердечный приступ и умер 9 июня 1982 года в 12:45 ночи.
- Лауреат Нобелевской премии Абдус Салам был похоронен в Бахишти Макбаре в Рабве рядом с могилами своих родителей. На эпитафии его могилы первоначально была написано «Первый мусульманин Лауреат Нобелевской премии», но из-за приверженности Абдус Салама Ахмадийской мусульманской общине, слово «мусульманин» была позже стерто[7] по приказу местного судоисполнителя в соответствии с Указом XX, которая объявляет, что ахмади не мусульмане.[8] Абдус Салама получил Нобелевскую премию по физике В 1979 году «за вклад в построение объединённой теории слабых и электромагнитных взаимодействий между элементарными частицами, в том числе за предсказание слабых нейтральных токов» совместно с С. Вайнбергом и Ш. Глэшоу.Он был Членом Лондонского королевского общества (1959), иностранный член Академии наук СССР (1971)[9], Национальной академии наук США (1979). После его смерти 21 ноября 1996 года, более 13 000 человек пришли проводить его в последний путь и более 30 000 человек присутствовали на его заупокойной молитве.
- Мухаммад Зафрулла Хан, также похоронен в Бахишти Макбара в Рабве. Мухаммад Зафарулла Хан в 1947 году был назначен первым министром иностранных дел Пакистана и занимал эту должность в течение 7 лет. С 1948 по 1954 год он представлял Пакистан в Совете Безопасности ООН, выступал за освобождение оккупированных, по мнению пакистанской стороны, территорий, таких как Кашмир, Северная Ирландия, Эритрея, Сомали, Судан, Тунис, Марокко и Индонезия. С 1954 по 1961 года Зафрулла был судьей Международного Суда ООН в Гааге. Затем в период с 1961 до 1964 он был постоянным представителем Пакистана при ООН, с 1962 года он в течение 2 лет был Председателем Генеральной Ассамблеи ООН. В 1970 году он был избран президентом Международного суда ООН в Гааге, эту должность он занимал до 1973 года. Мухаммад Зафарулла Хан умер 1 сентября 1985 года после затяжной болезни и похоронен на кладбище Бахишти Макбаре в Рабве.